# Teatri Kodu
Teatri Kodu – drewniany budynek przy ulicy Lutsu 2 w Tartu wpisany do estońskiego rejestru zabytków pod numerem 6941. Od 2010 roku w obiekcie mieści się teatr Muzeum Zabawek w Tartu.

## Historia budynku

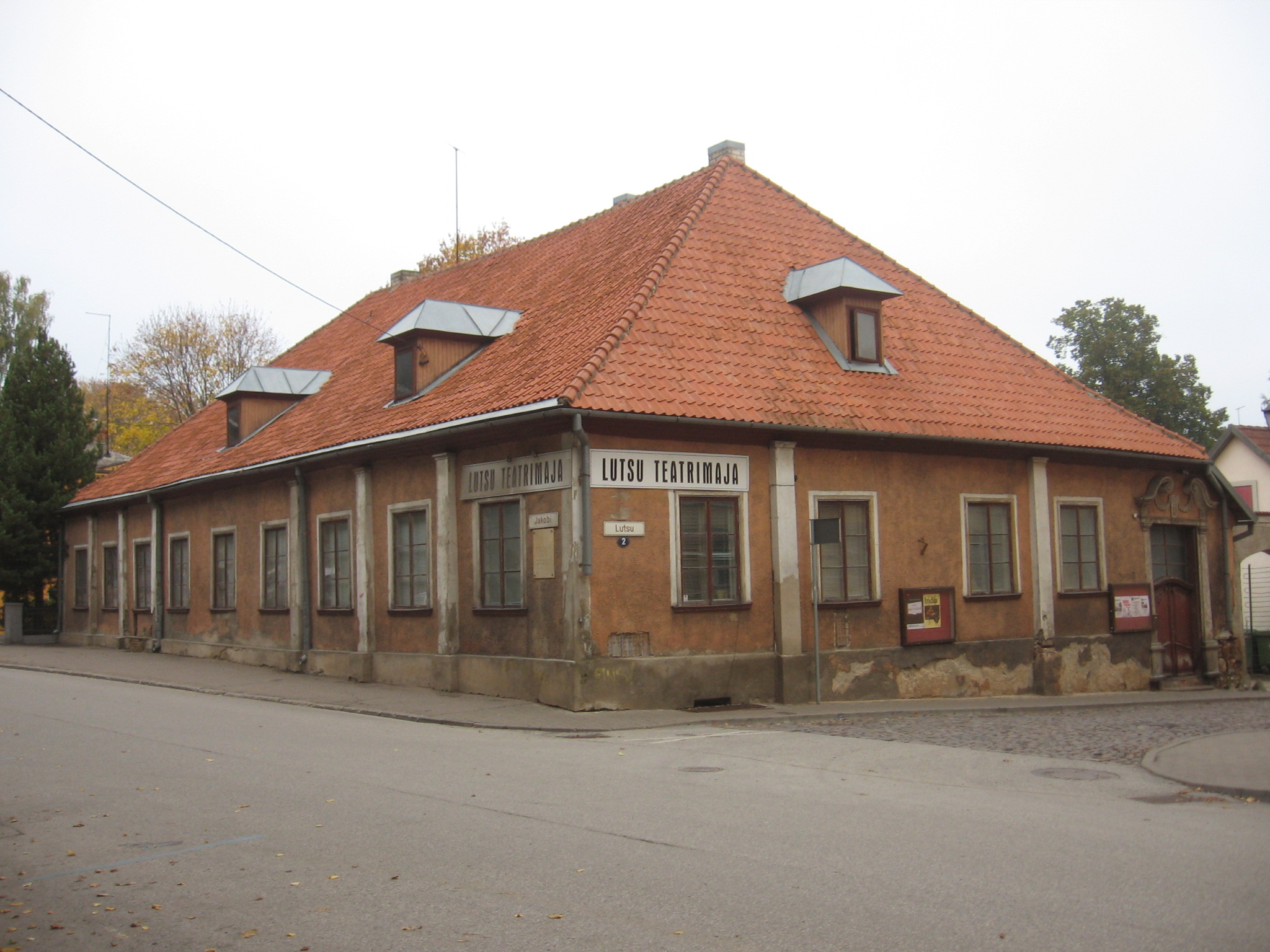
Budynek w 2007 roku, przed renowacją.

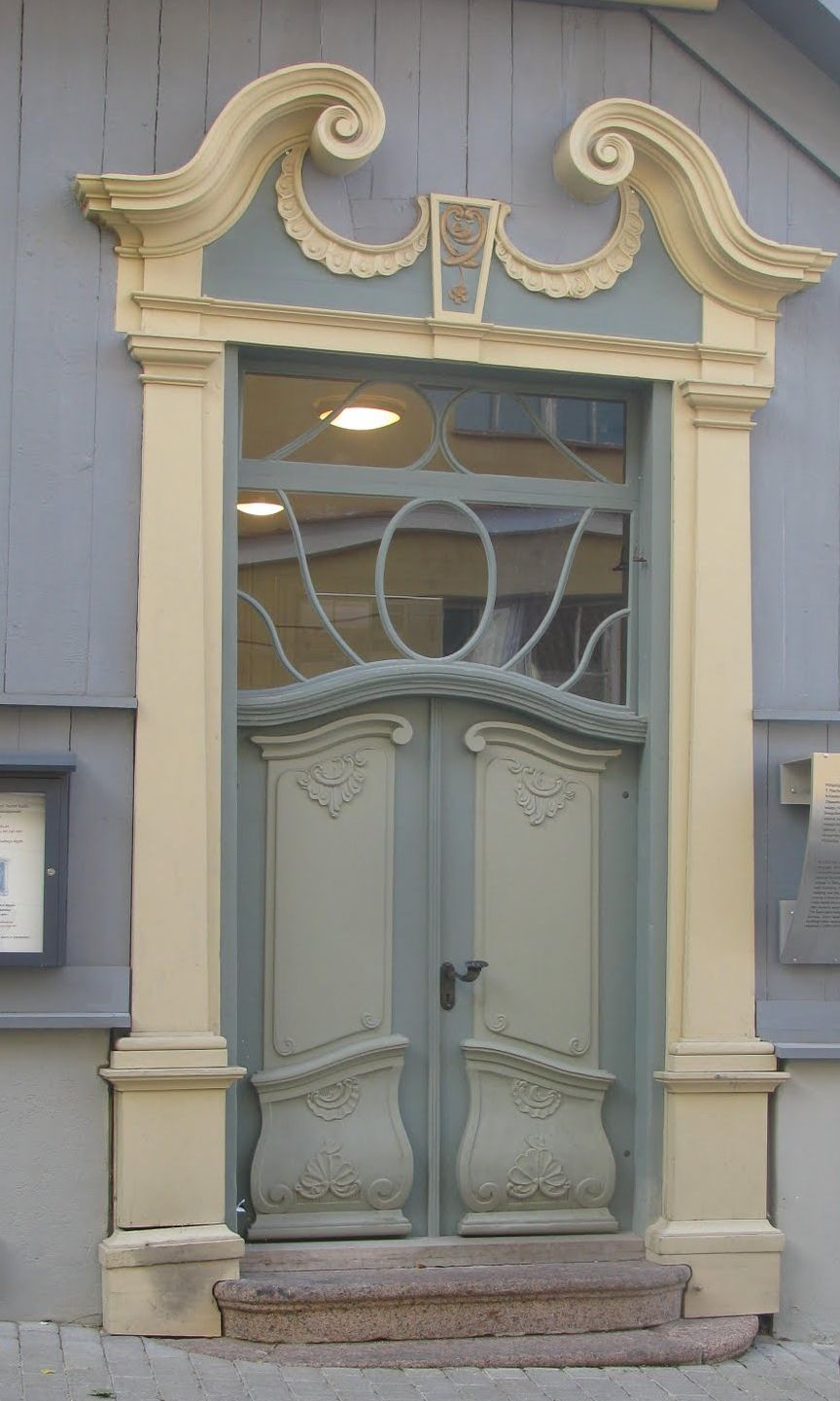
Barokowe drzwi i portal budynku.

Na terenie posesji przy ulicy Lutsu 2 już na początku XIV wieku istniały drewniane zabudowania. W stuleciu tym budynek został zburzony, a na jego miejscu wzniesiono dwa domy kamienne. Ponieważ jeden z nich był zamieszkany w XVII wieku przez przewodniczącego sądu Larsa von Fleminga nieruchomość była nazywana „Domem prezydenta”. Budynki zniszczone zostały podczas Wielkiej Wojny Północnej – zachowały się jedynie piec i schody, odkryte podczas renowacji w latach 2008–2009.
Budowa nowego domu została zainicjowana po uregulowaniu kwestii własnościowych gruntu – rozpoczęła się w roku 1755 i trwała do 1758. Budynek reprezentował barokowy styl architektoniczny (do dziś zachowały się barokowy portal i drzwi). Pierwszym jego właścicielem był pastor Tobias Plasching. Budynek kilkakrotnie zmieniał właściciela. Między latami 1914 a 1938 został otynkowany. W okresie komunizmu wykorzystywany był on między innymi przez szkołę sportową i przeszedł remont w latach sześćdziesiątych. Po upadku komunizmu Lutsu 2 było ośrodkiem subkultury Genialistide Klubi.
Budynek został wyremontowany w latach 2008–2010, po czym przekazano go Muzeum Zabawek w Tartu. W ramach muzeum pełni funkcję teatru.
Budynek jest jedną z 10 najstarszych zachowanych budowli w Tartu.

## Sztuki
W teatrze były wystawiane następujące sztuki własne:
- Pettson, Findus ja krähmud, reżyseria Veikko Täär, obsada: Marko Mäesaar i Ott Sepp (2019)[3]
- Väike prints, reżyseria Marika Palm (2016)[4]
- Raha-haa-haa!, reżyseria Kristo Toots, obsada: Inga Lunge, Maria Taimre-Varres, Marko Mäesaar, Tormi Kevvai, Kristo Toots (2015)[5]
- Öö mänguasjamuuseumis, reżyseria Leino Rei, obsada: Janek Joost i Kristo Toots (2010)[6]
- Sipsik, reżyseria Leino Rei (2010)[7]